# Strongylophthalmyia pictipes
Strongylophthalmyia pictipes – gatunek muchówki z podrzędu krótkoczułkich i rodziny Strongylophthalmyiidae.
Gatunek ten opisany został w 1935 roku przez Richarda K.H. Freya.
Muchówka o ciele długości od 4,3 do 4,8 mm. Głowa ma czarne: tył czoła, potylicę i trójkąt oczny oraz żółte: policzki i twarz, a samca też resztę czoła. Szczecinki na głowie są brązowe do czarnych. Na jej chetotaksję składają się m.in.: dwie pary szczecinek orbitalnych, para długich przyoczkowych, dwie pary szczecinki ciemieniowe oraz rozbieżne szczecinki zaciemieniowe. Dość krótkie i szerokir głaszczki mają czarne ubarwienie. Żółtawobrązowe czułki mają krótko owłosioną aristę. Śródplecze jest czarne. Szczecinki śródplecowe i tarczkowe są długie, czarne i występują w liczbie jednej pary. Odnóża są długie i smukłe o ciemnobrązowych lub czarnych wierzchołkowych częściach ud środkowej i tylnej pary. Na skrzydle widnieje wyraźna, czarna plama wierzchołkowa oraz środkowa przepaska, u samca słabiej zaznaczona. Przezmianki są żółte. Ciemnobrązowy do czarnego odwłok porastają ciemne włoski. Samca cechuje nierozszerzony u wierzchołka edeagus.
Owad ten zasiedla naturalne, wilgotne lasy liściaste i mieszane z dużą ilością martwego drewna. Larwy przechodzą rozwój pod korą butwiejących kłód osiki i być może też brzozy (złowiono na niej pojedynczego samca). W Europie Środkowej owady dorosłe spotyka się od połowy czerwca do drugiej połowy sierpnia.
Gatunek o rozsiedleniu północnopalearktycznym, prawdopodobnie borealno-górski. W Europie podawany był z Czech, Finlandii, Łotwy, Norwegii, Polski, Rosji i Szwecji. W Azji znany jest z Buriacji i obwodu amurskiego w południowej Syberii. W Polsce gatunek ten wykazano dotychczas tylko z Bieszczadów, a w Czechach tylko z Gór Izerskich. Oba stanowiska uznane są za reliktowe, pochodzące z allerødu (plejstocen) lub preborealu (wczesny holocen).